# 桑木村
桑木村（くわぎむら）は、広島県芦品郡にあった村。現在の神石郡神石高原町の一部にあたる。

## 地理
芦田川水系、阿字川、矢多田川の流域に位置していた。

## 歴史
- 1889年（明治22年）4月1日、町村制の施行により、芦田郡桑木村が単独で村制施行し、桑木村が発足[1][2]。木野山村、行縢村、桑木村、阿字村の町村組合を結成し役場を木野山村に設置[1]。
- 1898年（明治31年）10月1日、郡の統合により芦品郡に所属[1][2]。
- 1913年（大正2年）2月1日、芦品郡木野山村、行縢村と合併し、大正村を新設して廃止された[1][2]。

## 産業
- 農業[1]

## 交通

### 県道
- 1896年（明治29年）西条福山線開通[1]